# Liste der Arbeitslager in Liaoning
Umerziehung durch Arbeit ist ein System von Arbeitslagern in der Volksrepublik China.
Diese Liste führt solche Arbeitslager in der Provinz Liaoning auf.
| Bezeichnung                          | Unternehmensbezeichnung | Stadt/Kreis        | Dorf/Stadt               | Gründungsjahr      | Bemerkungen |
| ------------------------------------ | ----------------------- | ------------------ | ------------------------ | ------------------ | --- |
| Umerziehung durch Arbeit Anshan      |                         | Wuqianshan, Anshan | Yuemingshan, Qianyuxiang | 1979               | |
| Umerziehung durch Arbeit Benxi       |                         | Kreis Chaoyang     |                          |                    | |
| Umerziehung durch Arbeit Chaoyang    | Asbestmine Xinsheng     |                    | Taizi                    |                    | |
| Umerziehung durch Arbeit Dalian      | Ganjingzi, Dalian       |                    |                          | 1980               | |
| Umerziehung durch Arbeit Fushun      |                         | Fushun             |                          | Frühe 1990er Jahre | |
| Umerziehung durch Arbeit Fuxin       |                         | Fuxin              |                          | 1980               | |
| Umerziehung durch Arbeit Jinzhou     |                         | Jinzhou            |                          |                    | |
| Umerziehung durch Arbeit Masanjia    | Farm Masanjia Xinsheng  | Shenyang           |                          | 1957               | Eine der größten Ballungen Falun-Gong-Gefangener Chinas                                                                                                   |
| Umerziehung durch Arbeit Qinhuangdao |                         | Qinhuangdao        |                          |                    | |
| Umerziehung durch Arbeit Shenyang    |                         | Shenyang           |                          |                    | Inklusive Yijia Umerziehung durch Arbeit, Zhangshi Umerziehung durch Arbeit, Wangjiazhuang Umerziehung durch Arbeit und Longshan Umerziehung durch Arbeit |
| Umerziehung durch Arbeit Tieling     |                         | Tieling            |                          |                    | |
| Straflager Stadt Huludao             |                         |                    |                          |                    | Der Tod Zhang Bins im April 2003 löste Forderungen, das System der Umerziehung durch Arbeit zu reformieren aus                                            |